# Synema trimaculosum
Synema trimaculosum es una especie de araña cangrejo del género Synema, familia Thomisidae, orden Araneae.

## Distribución
Esta especie se encuentra en Ecuador.

## Taxonomía
Fue descrita por Schmidt en 1956.
Tratamiento taxonómico
La especie aparece registrada y publicada en Genus- und Speziesdiagnosen neuer, mit Bananen eingeschleppter Spinnen nebst Mitteilung über das Auffinden der Männchen zweier Spinnenarten. Zoologischer Anzeiger 157: 24–31.